# Adios, America!
Adiós América! (El plan de la izquierda para convertir nuestro país en un infierno tercermundista) es un libro publicado en 2015 por la columnista política estadounidense Ann Coulter. Fue un superventas del New York Times durante tres semanas dentro de la categoría no ficción.
En 2015, el libro recibió un espacio especial llamado Ann´s America dentro del programa América del periodista mexicano Jorge Ramos de Univision con la presencia de la autora.Además, de ser mencionado en el programa de Bill Maher, el podcast de Gavin McInness y el programa The View de la actriz Whoppi Goldberg.
Se especula que el libro fue leído por Donald Trump y que su contenido inspiró sus discursos sobre inmigración durante su primera campaña presidencial en 2016.

## Resumen
El libro describe las formas en las que Coulter cree que la inmigración posterior a 1970 afecta negativamente a los Estados Unidos en comparación políticas anteriores especialmente, la política de inmigración de 1924.
Nathan Evans escribe que ella usa su plataforma para denunciar "no sólo a los liberales, sus adversarios usuales, sino que a aquellos en la derecha que traicionan al país bajo el pretexto de la compasión y la diversidad, teniendo como resultado la explotación de la muy laboriosa clase obrera estadounidense y a millones de extranjeros quienes muy probablemente votarán en masa al Partido Demócrata. Todo eso y disponer de mucamas baratas."
Coulter afirma que, usualmente, los extranjeros que cometen abuso sexual hacia familiares menores de edad son latinoamericanos.

## Capítulos
El libro está dedicado al periodista anticomunista estadounidense M. Stanton Evans, fallecido en 2015. Se compone de 17 capítulos y 3 narraciones de casos de crimen inmigrante llamados ¨Encuentra al Inmigrante."
| Número | Nombre                                                                                   | Contenido |
| ------ | ---------------------------------------------------------------------------------------- | --- |
| 1      | El fin de Estados Unidos no será televisado                                              | Cómo los medios de comunicación estadounidenses esconden toda información y censuran todo intento de debate sobre la inmigración por más de cuarenta años. |
| 2      | Teddy: ¿Por qué no el Tercer Mundo?                                                      | La responsabilidad de Ted Kennedy en cambiar las leyes inmigratorias anteriores que daban preferencia a Gran Bretaña y Alemania para abrir las puertas a tecermundistas. |
| 3      | Estados Unidos a la Prensa: Todo lo que quieras con tal de que no nos llames Racistas    | El terror que los americanos tienen de ser acusados de racismo y de cómo es utilizado en su contra. |
| 4      | La Mentira: No existen los Estados Unidos de América.                                    | Aunque la izquierda se esfuerce en decir que Estados Unidos no existe, se trata del experimento más exitoso del Imperio Británico. Una excepcional nación de pioneros anglosajones y protestantes quienes crearon el país de la nada, que tiene identidad propia y que muy pocas etnias y culturas son compatibles con él.                             |
| 5      | Treinta Millones de Mexicanos                                                            | Estimación basándose en investigaciones personales del número real de mexicanos en el país ya que los inmigrantes mienten o simplemente no participan de los censos. |
| 6      | Inmigración como "Producto en Oferta."                                                   | El sistema de inmigración actual beneficia a los peores individuos y a las culturas más atrasadas del mundo como México, Somalia y países musulmanes. |
| 7      | Inmigración y Crimen: ¿Por qué preguntas?                                                | Los medios de comunicación esconden la incidencia criminal de los inmigrantes tanto legales como ilegales. |
| 8      | ¿Por qué no podemos tener la política de inmigración de Israel?                          | Descripción de ciertas medidas utilizadas en Israel durante el gobierno de Benjamin Netanyahu para reducir a cero su inmigración ilegal, entre ellas el Muro fronterizo. Exhortación a adoptar dichas medidas. |
| 9      | Público estadounidense, estén alertas a un ¨Hombre.¨                                     | Los medios evitan describir la raza y el origen extranjero de criminales refiriéndose a ellos simplemente como ¨Hombre¨ para que el pueblo americano no se pronuncie en contra de la inmigración. |
| 10     | Aquí hay una historia, Rolling Stone!                                                    | Acusaciones falsas de abuso sexual y violencia a varones blancos (policías, militares, fraternidades universitarias) mientras que inmigrantes masculinos y femeninos de Latinoamérica e India cometen abuso sexual de personas inconscientes, brutales golpizas a homosexuales, violaciones en grupo a niños y mujeres y secuestro de personas.        |
| 11     | ¿Por qué los latinos mejor egresados salen en las noticias y no los violadores de niños? | Los medios sólo publican casos muy excepcionales de inmigrantes exitosos y evitan hablar de la muy alta incidencia y tolerancia de la violación infantil entre las culturas latinoamericanas y asiáticas. |
| 12     | Que EEUU sea Hermoso Multicultural                                                       | Las costumbres mexicanas del vandalismo, polución sonora y contaminación del medio ambiente. |
| 13     | Carlos Slim: El Sugar Daddy del New York Times                                           | Los intereses personales del dueño del New York Times y hombre más rico de México, Carlos Slim de que mexicanos sigan migrando en masa a Estados Unidos. Además de describir que es un monopolista, está asociado al cartel de drogas mexicano y que no es un generador de riquezas como sí lo fueron los industriales anglosajones de la Edad dorada. |
| 14     | Todas las categorías de Inmigrantes son un Fraude                                        | Descripción de la fraudulenta política de reunificación familiar. |
| 15     | Que la Cierren                                                                           | Llamado a un Moratorio de Inmigración. Que la frontera permanezca cerrada para todo el mundo a fin de poner las cuestiones nacionales en orden. |
| 16     | Escribí este capítulo al notar lo ingenua que es la gente rica.                          | Hombres de negocios americanos ignoran las consecuencias negativas para ellos mismos del reemplazo demográfico desde el Tercer Mundo. |
| 17     | La mayoría de nuestros paladines son vendidos y el resto incompetentes                   | Denuncia a políticos que prometieron afrontar el problema inmigratorio y que traicionaron a su electorado. Menciona entre otros a John McCain, Ted Cruz, Jeb Bush y Rick Perry. |

## Crítica
Jay Nordlinger de la National Review calificó al libro como «texto serio que saca conclusiones serias» y dijo que «su problemática es que los estadounidenses han estado pidiendo un freno a la inmigración pero que las élites les han frustrado»
Timothy Egan del New York Times indicó que «su libro ha influenciado a Donald Trump»
El Southern Poverty Law Center notó que en su libro ella constantemente menciona a nacionalistas blancos, activistas contra el Islam y grupos religiosos antiinmigrantes.
Ben Shapiro acotó: «Los argumentos de Coulter de que los medios de comunicación y nuestros políticos conspiran para ocultar información de los efectos de la inmigración masiva de países no occidentales y de que dicha inmigración destruirá la composición de nuestro país son virtualmente incuestionables.»
Gavin McInness alabó diciendo: «el mejor libro que ha escrito...»